# Fructuoso Ontiveros
Fructuoso Ontiveros (San Luis, Argentina, ca. 1820 - Río Seco, Provincia de San Luis, 26 de agosto de 1863) fue un militar y caudillo argentino, uno de los últimos líderes del Partido Federal de su provincia, que participó en los últimos alzamientos federales.

## Biografía
En su juventud se dedicó a la ganadería, y fue también oficial de milicias de los departamentos del norte de la provincia. Era amigo del gobernador, general Juan Saá, a quien acompañó en su campaña de 1861 a la provincia de San Juan, que terminó con la muerte del gobernador sanjuanino Antonino Aberastain.
En noviembre de 1861, acompañado por su hermano Gabriel, apoyó la rebelión del Chacho Peñaloza contra el avance de los porteños después de la batalla de Pavón. Avanzaron hacia el departamento cordobés de San Javier, pero fueron rechazados. En retirada por la zona de Conlara, fue derrotado en el combate de Chañaral Negro por el coronel Iseas. Poco después, volvió a ser derrotado en El Pimpollo.
Se acogió al tratado de paz de La Banderita con el gobierno nacional, y por unos meses logró una cierta tranquilidad.
Pero al poco tiempo, el gobernador puntano y los militares porteños acantonados en esa provincia dejaron de cumplir sus compromisos; los militares como Ontiveros dejaron de cobrar sus sueldos, y los gauchos fueron perseguidos y llevados a la cárcel por haber participado en el alzamiento del Chacho, a pesar de la prometida amnistía.
En marzo de 1863, Ontiveros inició el alzamiento de los federales: ocupó el pueblo de Río Seco —actualmente desaparecido— con apoyo del coronel Lucas Llanos y del puntano Juan Gregorio Puebla, derrotando al coronel Loyola. Cuando le exigieron a Peñaloza que lo persiguiera, este lanzó un manifiesto y se puso al frente de la revolución.
Ontiveros, reconocido con el grado de coronel por el general Peñaloza, atacó Villa Dolores, en la provincia de Córdoba, pero fue rechazado en Junta del Agua por Iseas. Este tomó prisionero a su hermano, que fue rescatado en una audaz maniobra por Fructuoso.
Desde allí se unió a Peñaloza en su campaña a la ciudad de Córdoba. Fue el jefe del ala izquierda de su caballería en batalla de Las Playas.
Tras esa derrota, se retiró con los hombres que pudo salvar, pero fue derrotado y muerto en una batalla en Río Seco, provincia de San Luis, el 26 de agosto de 1863 por tropas al mando de los coroneles Juan Francisco Loyola y José E. Bustamante.
Su hermano menor, Gabriel, era el líder político federal más importante que había quedado en San Luis al retirarse Saá. Militarmente, en cambio, estaba subordinado a Fructuoso. Tras la muerte de su hermano, y poco después la de Peñaloza, se refugió en las tolderías de los indígenas ranqueles. Nunca más se supo de él.